# Жовтий птах
«Жовтий птах» — радянський телефільм 1983 року, знятий режисером Аміраном Дарсавелідзе на кіностудії «Грузія-фільм».

## Сюжет
Естрадна співачка Ніно Мтіулі зневірилася — немає колишньої популярності в публіки, невдало склалося особисте життя. Проте героїня фільму поступово набуває впевненості, що зможе вийти з творчої кризи.

## У ролях
- Гюлі Чохелі — Ніно Мтіулі, естрадна співачка
- Лалі Колелішвілі — Ніно Мтіулі у дитинстві
- Гурам Пірцхалава — Сандро, колишній чоловік Ніно Мтіулі, батько Васіко, художник
- Іраклій Перадзе — Сандро в дитинстві
- Марина Кахіані — Олена, мати Ніно Мтіулі, актриса
- Гіві Берікашвілі — Павле Бутхузі, інвалід, кредитор Олени
- Теймураз Рцхіладзе — Васіко, син Ніно Мтіулі та Сандро, боксер
- Мурман Джинорія — Гогі Адамія, звукорежисер
- Василь Кахніашвілі — Ісідоре, сусід Ніно Мтіулі по старому будинку
- Роман Рцхіладзе — Рома, композитор
- Русудан Квлівідзе — Мері, редактор
- Тенгіз Цулая — епізод
- М. Бебія — епізод
- Йосип Джачвліані — солдат
- Гайоз Бухрашвілі — член журі
- Нодар Сохадзе — перехожий-обірванець
- Ніно Каландадзе — епізод
- Грігол Талаквадзе — режисер театру
- Парсман Сонгулашвілі — епізод
- Георгій Гогіберідзе — епізод
- Кукурі Абрамішвілі — скрипаль

## Знімальна група
- Режисер — Аміран Дарсавелідзе
- Сценаристи — Гюлі Чохелі, Леван Челідзе
- Оператор — Арчіл Піліпашвілі
- Композитори — Роман Рцхіладзе, Нодар Гігаурі
- Художник — Валентин Бояхчан